# Gerhard Vogt (Musikverleger)
Gerhard Vogt (* 2. Februar 1942 in Schweinfurt) ist ein deutscher Zupfmusiker, Musikverleger, Musikpädagoge und Kulturförderer.

## Leben
Gerhard Vogt ist der Sohn des Kaufmannes Karl Vogt und der Solina Michel. In jungen Jahren ein erfolgreicher Leichtathlet auf Regional- und Landesebene, verlagerte Vogt seinen Schwerpunkt in den 1960er Jahren hin zur Musik. Als Gitarren- und Mandolinenlehrer konnte er alsbald große Erfolge vorweisen. Sehr viele seiner Schüler wurden Bundespreisträger des Wettbewerbs "Jugend musiziert". Viele machten die Musik zu ihrem Beruf und sind heute als konzertierende Künstler oder Pädagogen tätig. Noch während dieser äußerst erfolgreichen Tätigkeit gründete Vogt 1973 gemeinsam mit der Rosenheimer Floristin Annemarie Fritz  den Musikverlag Vogt & Fritz, der sich vom ursprünglichen Zupfmusik-Verlag zu einem anerkannten  Noten-Spezialverlag für Zeitgenössische Musik entwickelt hat und weltweit tätig ist. Ende der 1990er Jahre kam eine CD-Firma hinzu (Labels Vogt & Fritz SOUND und Amphion). 1990 übergab Vogt sein Unternehmen an seine Ehefrau Elke Tober-Vogt; 2008 wurde der Notenverlag an die Edition 49 übergeben.
Neben seiner beruflichen Tätigkeit engagierte sich Vogt in zahlreichen Ehrenämtern. So gründete er u. a. den Stadtverband Musik, das Schweinfurter Kammerorchester, den Schweinfurter Kammerchor, den Schweinfurter Kinderchor und rief die Veranstaltung Viva la musica in Schweinfurt ins Leben. Mehr als 30 Jahre lang war er Vorsitzender und Dirigent des Mandolinen- und Lautenchors, mit dem er 1986 beim Deutschen Orchesterwettbewerb die Meisterschaft errang. Mehrere Jahrzehnte lang war er Präsident des bayerischen Landesverbandes im Bund deutscher Zupfmusiker, gründete bzw. leitete sowohl das Bayerische Landesjugendzupforchester – seinerzeit (1970) das erste überregionale Jugendorchester aller Sparten in der BRD – als auch das Bayerische Landeszupforchester und rief ein Netz von Aus- und Fortbildungslehrgängen in ganz Bayern ins Leben. Zahlreiche Konzertreisen führten ihn als Musiker oder als Dirigent in zahlreiche Länder Europas, in die Vereinigten Staaten, nach Kanada, Asien, Australien und Neuseeland. Eine Reihe von CD-Einspielungen unter seiner Leitung dokumentieren diese Schaffensperiode. Auch wurde er immer wieder europaweit als Juror zu Wettbewerben oder als Leiter von Workshops und Seminaren eingeladen. Anerkannte Aufbauarbeit im Bereich der Zupfmusik leistete Vogt nach der Wende auch bei der Gründung der Fachverbände in Sachsen und Thüringen.
Bereits Ende der 1960er Jahre rief er mit der Schweinfurter Gitarrenwoche eine Konzertreihe ins Leben, die bei mehr als 100 Konzerten bis in die 1990er Jahre die bekanntesten Künstler aus aller Welt und aller Stilrichtungen nach Schweinfurt holte und überregional großen Besucherzuspruch fand. Auch das von Vogt gegründete und 28 Jahre lang selbst durchgeführte Internationale Schweinfurter Sommerseminar wurde über die Jahre von ungefähr 1.400 Teilnehmern aus allen europäischen Ländern besucht.
Große Beachtung fanden zwei von Vogt nach Schweinfurt geholte und organisierte Großveranstaltungen: Mehr als 1.500 Besucher kamen 1986 zum internationalen Zupforchesterfestival ins Theater und ungefähr 5.000 Musiker präsentierten sich 1996 bei 35 Konzerten zum Jubiläumswochenende des bayerischen Landesverbands Singen und Musizieren in Bayern an zahlreichen Veranstaltungsorten innerhalb der Stadt.
Seit 1990 widmet sich Vogt besonders den von ihm gegründeten und in Schweinfurt etablierten jährlichen Internationalen Musikwettbewerben Musikforum Schweinfurt für Kammermusik (Gerhard-Vogt-Kammermusikwettbewerb), Komposition bzw. Solospiel (Yasuo-Kuwahara-Wettbewerb für Solomandoline, Wettbewerb für Gitarre solo), deren Teilnehmer und Besucher sich neben Deutschland und Europa aus fast allen Erdteilen rekrutieren. Mehrere Stiftungen zur Förderung der Musik wurden von ihm initiiert oder errichtet. So war er langjähriger Vorsitzender der 1998 gegründeten Herbert-Baumann-Stiftung, der "Stiftung Musikforum Schweinfurt" (2007), "Gunsenheimer-Vogt-Stiftung" (2000), "Gustav-Gunsenheimer-Stiftung" (2017) und anderen.
Gerhard Vogt ist mit der Verlegerin und Komponistin Elke Tober-Vogt, der Inhaberin des Verlags Vogt & Fritz, verheiratet.

## Auszeichnungen
- Verdienstkreuz am Bande (1988)
- Stadtmedaille in Silber der Stadt Schweinfurt (1996)
- Verdienstkreuz 1. Klasse (2001)
- Ehrenpräsident des Bundes Deutscher Zupfmusiker, Landesverband Bayern
- Ehrenvorsitzender des Stadtverbands Musik Schweinfurt